# Spanglerogyrus albiventris
Spanglerogyrus albiventris là một loài bọ cánh cứng trong họ van Gyrinidae. Loài này được Folkerts miêu tả khoa học năm 1979, thường xuất hiện ở Alabama, Hoa Kỳ..